# Bezistan, Nikozija
Bezistan ali bedestan je zgodovinska stavba v četrti Selimiye v severni Nikoziji, neposredno ob Selimovi mošeji. Struktura ima dolgo in zapleteno zgodovino, ki sega več kot tisoč let v preteklost. Prvotno zgrajena kot cerkev v približno 6. stoletju, razširjena in prezidana med 12. in 16. stoletjem, posvečena svetemu Nikolaju, je bila v obdobju osmanske vladavine preurejena v bezistan, vrsto pokrite tržnice. Trenutno se uporablja kot kulturni center.

## Zgodovina

### Bizantinsko obdobje
Najstarejša zgodovina Bezistana je arheološko dokumentirana z bizantinsko baziliko, katere delci so ohranjeni znotraj sedanje stavbe. Ti ostanki, ki imajo nekaj strukturnih značilnosti z Afendriko in Ayiosom Philonom, verjetno segajo v 6. stoletje. T. C. Papacostas je identificiral te ostanke kot mesto prve stolnice svete Sofije v Nikoziji.

### Ciprsko kraljestvo
Pod kralji Lusignani kasnejša zgodovina stavbe ni dobro dokumentirana, vendar so nekateri zgodovinarji, vključno s Camille Enlart, predlagali, da so po padcu Akre v poznem 12. stoletju angleški menihi, ki so bili privrženci Tomaža Becketa, ustanovili novo latinsko cerkev na tej strani in jo posvetil svetemu Nikolaju.  To branje virov pa ni splošno sprejeto glede na manjšo vlogo, ki so jo imeli vitezi svetega Tomaža v zgodovini latinskega vzhoda. S sosednjo stolnico, posvečeno latinskemu obredu, je Bezistan verjetno še naprej služil pravoslavni vlogi. Cerkev je bila v 14. in 15. stoletju večkrat razširjena in prezidana, vendar je bila stara bizantinska apsida ohranjena.

### Beneško obdobje
V času beneške vladavine na otoku je Bezistan uporabljala pravoslavna cerkev kot metropolitansko škofovsko zgradbo in je bila posvečena Mariji kot Panagija Hodegetrija. Pod Benečani je bil zgrajen najpomembnejši del stavbe – severna fasada. Donatorji so bile plemiške ciprske družine, njihova identiteta je deloma dokumentirana z grbi, vklesanimi neposredno nad glavnim vhodom. V istem obdobju sta bili zgrajeni kupola in velika osrednja apsida, ki je nadomestila izvirnik bizantinskega obdobja.

### Osmansko obdobje
Leta 1573, nekaj let po osmanskem osvajanju Cipra, so osmanske oblasti stavbo dale za ustanovitev Haramayn (tisto dveh svetih islamskih mest, Meke in Medine), da bi se uporabljala kot bezistan (pokrita tekstilna tržnica). Kasneje so ga uporabljali kot tržnico za hrano, do leta 1760 pa je bil center za trgovanje s hrano za turške, grške in armenske trgovce. Do leta 1873 so ga preuredili v skladišče moke z omejeno prodajo moke, ki so jo iz Kythree pripeljali vladni uradniki. Nato je bil uporabljen kot skladišče pšenice v 1870-ih in splošno skladišče za Evkafovo upravo v 1930-ih.

### Britansko obdobje
V 1880-ih, v prvih letih britanske kolonialne vladavine, so lord Kitchener in drugi ugledni Britanci na Cipru želeli kupiti ali najeti stavbo, da bi jo spremenili nazaj v cerkev in jo ponovno uporabili kot cerkev svetega Nikolaja. To ni bilo dovoljeno, saj premoženja fundacije ni bilo mogoče prodati in svetišče druge vere ni bilo mogoče odpreti v območju 100 metrov od mošeje. Britanci so se lotili obnove stavbe, ki je bila poškodovana zaradi vremenskih razmer in potresov, vendar obnova ni bila uspešna, saj ni odražala del prvotne arhitekture. Z odprtjem nove občinske tržnice Bandabulya leta 1932 je bila stavba opuščena. V 1930-ih je stavbo uporabljala za shranjevanje Evkafova uprava, leta 1935 pa je Oddelek za starine pod vodstvom Ruperta Gunnisa v stavbo pripeljal nekaj srednjeveških nagrobnikov iz mošeje Ömerge. Ti nagrobniki so bili nekaj časa razstavljeni v sobi skupaj z okrašenim stropom iz osmanske dobe.

## Arhitektura
Bezistan v Nikoziji se slogovno zelo razlikuje od drugih bezistanov v Osmanskem cesarstvu. Sestavljen je predvsem iz mešanice bizantinske in gotske arhitekture, slednjo so dodali Lusignani, vključuje pa tudi elemente renesančnega francoskega, beneškega in verjetno španskega arhitekturnega sloga. Uporablja strukturni slog in postavitev v obliki križa, ki pripada bizantinskemu slogu, vendar vključuje ladjo z visokim stropom, ki pripada gotskemu slogu. Južna dvojna ladja je ostanek bizantinske cerkve, njen srednji del pa je najstarejši del stavbe. Zunanjost ladje na severu ima najbolj okrašeno in kamnito okrasje v stavbi. Ta fasada je nasproti sprednjih obokov Selimove mošeje in je stran, kjer je vhod. Vhod je skozi zelo okrašena vrata v gotskem slogu z elementi italijanske renesančne arhitekture, ki so bili dodani pozneje in kipcem sv. Nikolaja. Na obeh straneh vhoda so grbi. Ta fasada ima tudi številne kipce živali in bruhalnike. 

## Obnova in trenutna uporaba
Med junijem 2004 in 2009 je projekt prenove, ki ga financirata Evropska unija in Evkafova uprava, izvajal UNDP PFF. Projekt obnove je realiziral Inštitut ITABC CNR. Med obnovo so s tradicionalnimi gradbenimi materiali in tehnikami očistili stene stavbe in utrdili oboke. Po zaključku obnove je bila stavba ponovno odprta kot kulturni dom. Leta 2009 je bila prenova nagrajena z nagrado Europa Nostra. Med dejavnostmi, ki jih gostijo, so tedenske oddaje plesov sufijev. Stavba gosti tudi Nicosia Walled City Jazz Festival.